# Овине
Овине́ (фр. Hauviné) — коммуна во Франции, находится в регионе Шампань — Арденны. Департамент коммуны — Арденны. Входит в состав кантона Машо. Округ коммуны — Вузье.
Код INSEE коммуны — 08220.
Коммуна расположена приблизительно в 160 км к востоку от Парижа, в 39 км севернее Шалон-ан-Шампани, в 60 км к юго-западу от Шарлевиль-Мезьера. Расположена на реке Арн.

## Население
Население коммуны на 2008 год составляло 290 человек.
| 1962 | 1968 | 1975 | 1982 | 1990 | 1999 | 2008 |
| ---- | ---- | ---- | ---- | ---- | ---- | ---- |
| 284  | 297  | 258  | 229  | 221  | 232  | 290  |

## Экономика
В 2007 году среди 171 человек в трудоспособном возрасте (15—64 лет) 129 были экономически активными, 42 — неактивными (показатель активности — 75,4 %, в 1999 году было 62,3 %). Из 129 активных работали 121 человек (67 мужчин и 54 женщины), безработных было 8 (2 мужчин и 6 женщин). Среди 42 неактивных 13 человек были учениками или студентами, 14 — пенсионерами, 15 были неактивными по другим причинам.

## Фотогалерея

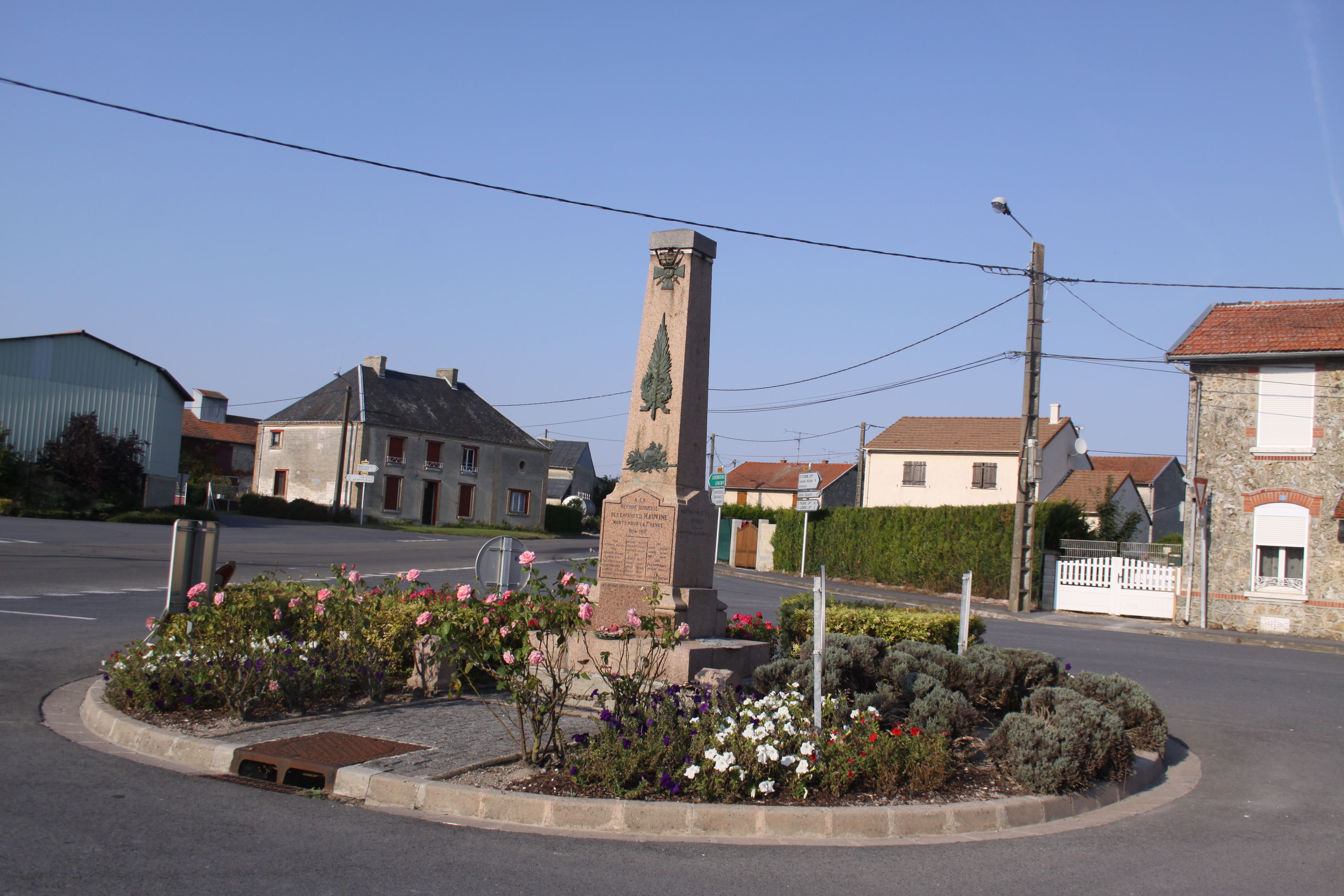
Памятник погибшим в Первой мировой войне
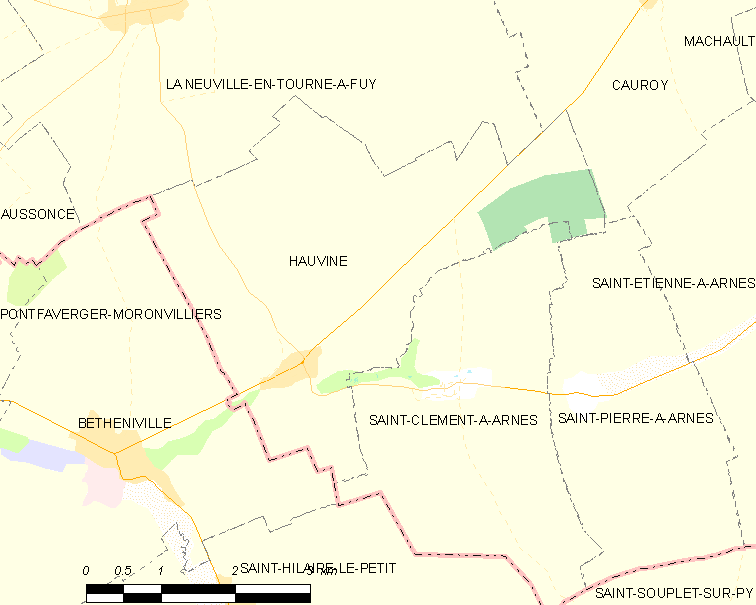
Карта коммуны